# Récourt-le-Creux
Récourt-le-Creux è un comune francese di 79 abitanti situato nel dipartimento della Mosa nella regione del Grand Est.

## Società

### Evoluzione demografica
Abitanti censiti